# Шевченкове (Свеська селищна громада, Шосткинський район)
Шевче́нкове —  село в Україні, у Свеській селищній громаді Шосткинського району Сумської області. Населення становить 92 осіб. До 2020 орган місцевого самоврядування — Орлівська сільська рада.
Після ліквідації Ямпільського району 19 липня 2020 року село увійшло до Шосткинського району.

## Географія
Село Шевченкове знаходиться на відстані 1 км від смт Свеса і села Орлівка. По селу протікає пересихаючий струмок з загати.